# Aimar Grønvold
Hans Aimar Mow Grønvold, född den 26 juni 1846 i Sauherad, död den 25 juli 1926, var en norsk musikskriftställare.
Grønvold befordrades på ämbetsmannabanan till kabinettssekreterare och ordförande i järnvägsstyrelsen. Han var 1867–81 musik- och teaterkritiker i "Aftenbladet" och därefter till 1886 musikkritiker i "Aftenposten". Grønvolds med stor sakkunskap skrivna arbete Norske Musikere (1883) är ett huvudarbete i norsk musikhistoria.